# Lamont Mack
Lamont Antwain Mack (Chicago, 16 marzo 1987) è un ex cestista statunitense.

## Palmarès
- Coppa di Bulgaria: 1

Academic Sofia: 2012